# Leszek Engelking

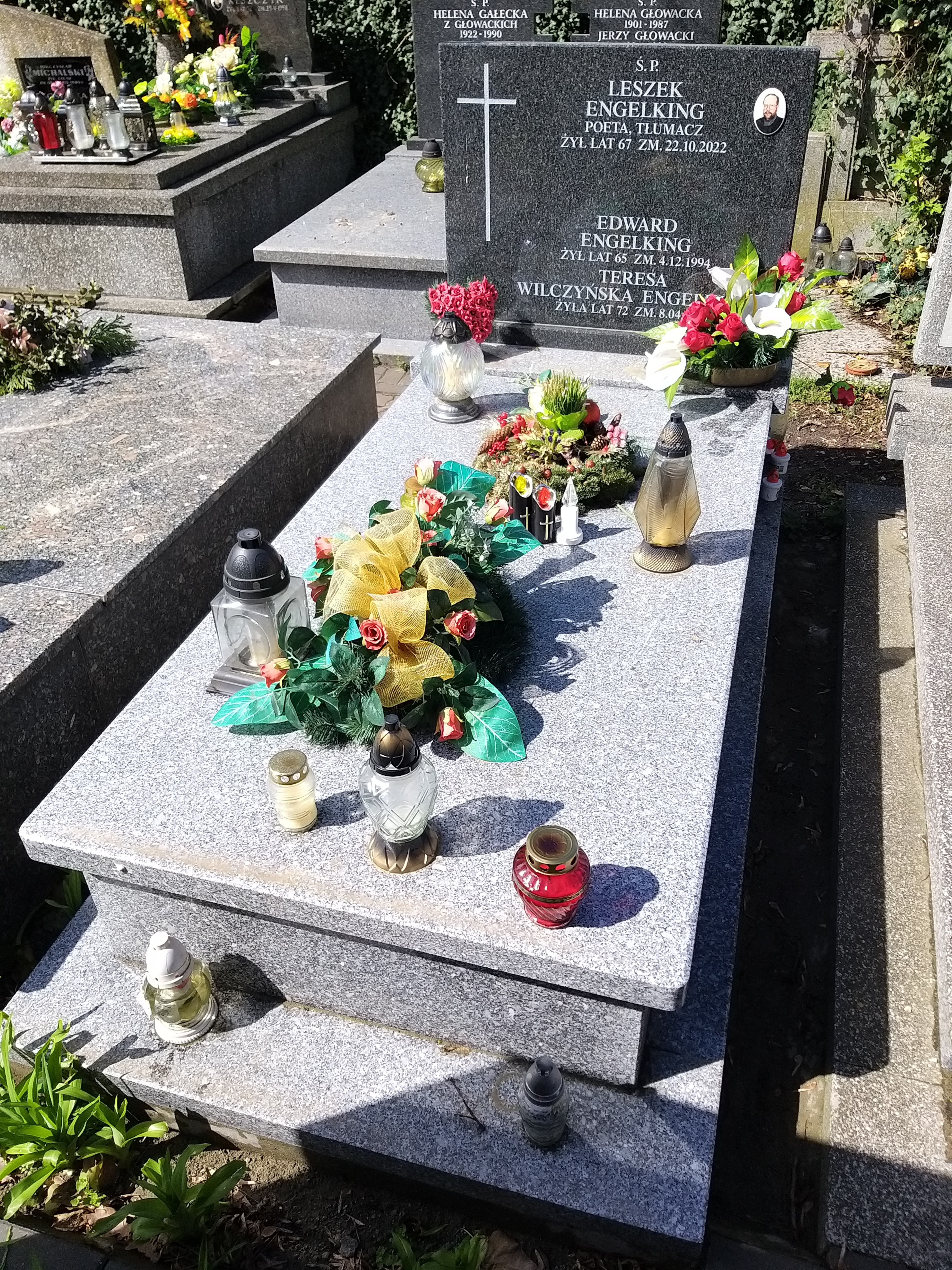
Grób Leszka Engelkinga na Cmentarzu parafialnym w Brwinowie - kwiecień 2024

Leszek Maria Engelking (ur. 2 lutego 1955 w Chorzowie, zm. 22 października 2022 w Pruszkowie) – polski filolog, literaturoznawca, poeta, nowelista, tłumacz i krytyk literacki, w latach 1984–1995 redaktor miesięcznika „Literatura na Świecie”, członek Stowarzyszenia Pisarzy Polskich (od 1989); laureat Nagrody „Literatury na Świecie” (1989, 2002, 2008, 2018) i nagrody Polskiego PEN Clubu (2010) za przekłady z języka angielskiego i języków słowiańskich.

## Życiorys
Dzieciństwo spędził na Górnym Śląsku (motywy bytomskie są w jego twórczości istotne, choć nie zawsze ich znalezienie jest rzeczą łatwą; Muzeum dzieciństwa i Suplement to jednak tomy w oczywisty sposób w dużej mierze poświęcone miastu lat dziecinnych). Szkołę podstawową ukończył w rodzinnym mieście. Studiował filologię polską (specjalizacja filmoznawcza) na Uniwersytecie Warszawskim, pracę magisterską obronił w 1979. Od 1984 do 1995 pracował jako redaktor w miesięczniku „Literatura na Świecie”. W latach 1997–1998 wykładał historię literatury czeskiej oraz historię filmu czeskiego i słowackiego na Uniwersytecie Warszawskim. W roku akademickim 1997–1998 prowadził gościnnie wykłady z historii dwudziestowiecznej literatury polskiej na Uniwersytecie Palackiego w Ołomuńcu. W 1998 został doktorantem Uniwersytetu Łódzkiego. W latach 1998–2002 prowadził na tej uczelni zajęcia z teorii literatury oraz literatury porównawczej. Wygłaszał również pojedyncze wykłady na Uniwersytecie Iwana Franki we Lwowie (1998), uniwersytecie w Preszowie (Słowacja, 1999), Uniwersytecie Szczecińskim, Uniwersytecie Adama Mickiewicza w Poznaniu oraz Justus-Liebig-Universität w Giessen (Niemcy). W grudniu 2002 obronił dysertację doktorską pt. Codzienność i mit. Poetyka, programy i historia „Grupy 42” w kontekście dwudziestowiecznej awangardy i postawangardy (promotor: prof. dr hab. Grzegorz Gazda, recenzenci: prof. dr hab. Jacek Baluch, dr hab. Józef Zarek prof. UŚ, prof. Jiří Holý DrSc). W 2003 wykładał historię literatury światowej na Uniwersytecie Łódzkim oraz prowadził zajęcia z nauki przekładu artystycznego na Uniwersytecie Jagiellońskim (Podyplomowe Studium Tłumaczenia, ponownie prowadził je tu w 2005) oraz na Uniwersytecie Warszawskim (iberystyka, ponownie 2004). Od 2003 był adiunktem w katedrze Teorii Literatury na Uniwersytecie Łódzkim. W listopadzie 2013 uzyskał stopień doktora habilitowanego nauk humanistycznych na podstawie pracy Chwyt metafizyczny. Vladimir Nabokov – estetyka z sankcją wyższej rzeczywistości. Edytował nowy wybór pism Vladimira Nabokova w warszawskim wydawnictwie „Muza SA”.
W latach studenckich prowadził dyskusyjny klub filmowy w Brwinowie. Członek Koła Młodych przy Związku Literatów Polskich (do jego rozwiązania w stanie wojennym) i Stowarzyszenia Literackiego „Scriptus”. Należał do Stowarzyszenia Pisarzy Polskich, Polskiego PEN Clubu, Societé Européenne de Culture oraz Polsko-Czeskiego Towarzystwa Naukowego i Łódzkiego Towarzystwa Naukowego. Był jurorem przyznawanej w Czechach Nagrody Václava Buriana. Od 2019 był członkiem jury wyłaniającego laureata czeskiej nagrody państwowej w dziedzinie literatury. Przez wiele lat był jurorem Ogólnopolskiego Konkursu Poetyckiego im. Haliny Poświatowskiej. Przez trzy lata był jurorem Nagrody Literackiej im. Juliana Tuwima.

## Życie prywatne
Od 1970 mieszkał w Brwinowie koło Warszawy, gdzie został pochowany na miejscowym cmentarzu parafialnym.
Jego stryjem był Ryszard, matematyk i tłumacz literatury francuskiej. Jego kuzynkami były: Barbara, psycholożka i socjolożka i Anna, etnografka i etnolingwistka. Jego syn, Wojciech, jest pisarzem i historykiem idei.

## Nagrody i wyróżnienia

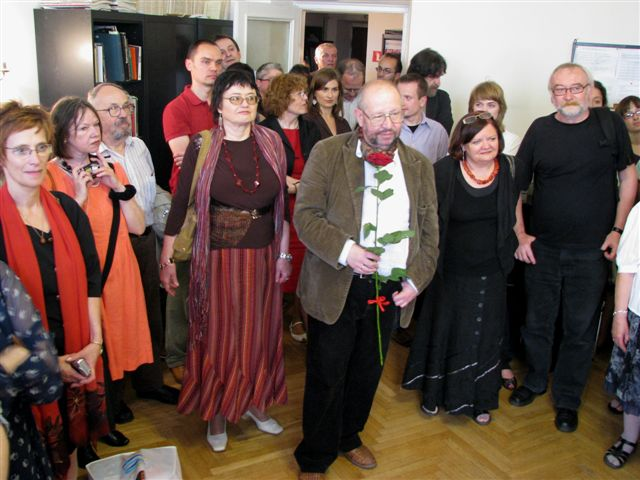
Leszek Engelking odbiera Nagrodę „Literatury na Świecie” za tom przekładów z literatury czeskiej pt. Maść przeciw poezji oraz wybór utworów poetyckich Ivana Wernischa Pchli teatrzyk – Warszawa, 25 czerwca 2009

W czasie studiów otrzymał nagrodę specjalną Sekretarza Naukowego Polskiej Akademii Nauk (nagroda imienia Wacława Borowego, 1978). Otrzymał także: nagrodę translatorską miesięcznika „Literatura na Świecie” w kategorii książkowego debiutu translatorskiego (za przekład Poezji wybranych Ezry Pounda, 1989), nagrodę Stowarzyszenia Tłumaczy Polskich za najlepszy przekład w dziedzinie eseistyki w 1999 (za tłumaczenie Ducha romańskiego Ezry Pounda, 2000), czeską nagrodę Premia Bohemica dla zagranicznego bohemisty (za dorobek translatorski i popularyzowanie literatury czeskiej za granicą, 2003) oraz nagrodę „Literatury na Świecie” w kategorii przekładu prozy (za tłumaczenie Siostry Jáchyma Topola). W 2006 został uhonorowany odznaką „Zasłużony dla Kultury Polskiej”. W 2009 otrzymał nagrodę „Literatury na Świecie” w kategorii przekładu poezji (za antologię Maść przeciw poezji oraz wybór utworów poetyckich Ivana Wernischa Pchli teatrzyk). Książkę Maść przeciw poezji wyróżniono również „Piórem Fredry”.
W 2010 został laureatem nagrody polskiego PEN Clubu „za wybitne dokonania translatorskie ze szczególnym uwzględnieniem przekładów poezji i prozy z języków: angielskiego, rosyjskiego, czeskiego i słowackiego”. Z kolei wydany w 2011 tom poezji Muzeum dzieciństwa nominowany był w 2012 do Warszawskiej Nagrody Literackiej w dziedzinie poezji oraz do Orfeusza – Nagrody Poetyckiej im. K.I. Gałczyńskiego. W listopadzie 2016 otrzymał za twórczość literacką Muzę 2016, Nagrodę Prezydenta Bytomia. W 2018 Engelkingowi przyznano Nagrodę „Literatury na Świecie” w kategorii Mamut (za całokształt działalności translatorskiej). W 2020 nominowany do Nagrody Literackiej Gdynia za przekład tomu wierszy Jaroslava Seiferta Księga pocałunków.

## Twórczość
Tłumaczył z następujących języków:
- angielskiego (m.in. Richard Aldington, Basil Bunting, Hilda Doolittle, T.S. Eliot, Langston Hughes, Kerry Shawn Keys, Amy Lowell, Tom Matthews, Paul Muldoon, Dudley Randall, William Carlos Williams);
- czeskiego (m.in. Konstantin Biebl, Otokar Březina, Miroslav Červenka, Jakub Deml, Ivan Diviš, Viktor Fischl, František Halas, Jan Hanč, Jiřina Hauková, Vladimír Holan, Ladislav Klíma, Pavel Kohout, Jiří Kratochvil, Ludvík Kundera, Milan Kundera, František Listopad, Karel Milota, Vítězslav Nezval, Martin Reiner, Jan Skácel, Jiří Šotola, Jaromír Typlt, Jaroslav Vrchlický, poezja surrealistyczna, poezja undergroundu);
- hiszpańskiego (m.in. Sor Juana Inés de la Cruz, Juan Tablada, Federico García Lorca, Octavio Paz, Jorge Luis Borges, Gerardo Beltrán, Abel Murcia, David Carrión);
- rosyjskiego (m.in. Wiaczesław Iwanow, Marina Cwietajewa, Władysław Chodasiewicz, Ksenia Niekrasowa, Warłam Szałamow, Eduard Pustynin, Aleksandr Makarow-Krotkow, Siergiej Zawjałow);
- słowackiego (m.in. Pavol Országh Hviezdoslav, Dominik Tatarka, Hana Ponická, Milan Rúfus, František Lipka, Andrijan Turan, Taťjana Lehenová);
- ukraińskiego (m.in. Pawło Tyczyna, Lina Kostenko, Iryna Żyłenko, Mykoła Worobjow, Ołeh Łyszeha, Marianna Kijanowśka).

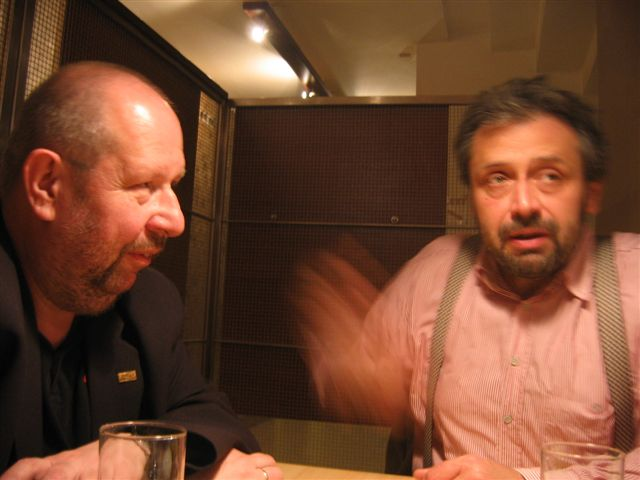
Leszek Engelking z czeskim pisarzem, publicystą i wydawcą Václavem Burianem – Warszawa, Centrum Łowicka, 20 maja 2006

Jako krytyk i literaturoznawca pisał o literaturze:
- polskiej (m.in. Stanisław Wyspiański, Tadeusz Miciński, Bolesław Leśmian, Jerzy Stefan Stawiński, Krystyna Rodowska, Agnieszka Taborska, Jerzy Jarniewicz, Eugeniusz Tkaczyszyn-Dycki, Tadeusz Chabrowski);
- amerykańskiej (m.in. John Barth, Ezra Pound, Charles Reznikoff, imagiści);
- angielskiej (m.in. Basil Bunting, Richard Caddel, E.M. Forster, Robert Nye, Graham Swift);
- czeskiej (m.in. Michal Ajvaz, Ivan Blatný, Egon Bondy, Karel Čapek, Jakub Deml, Viola Fischerová, Viktor Fischl (Avigdor Dagan), Jan Hanč, Jaroslav Hašek, Daniela Hodrová, Vladimír Holan, Miroslav Holub, Bohumil Hrabal, Petra Hůlová, Ivan Klíma, Jiří Kolář, Milan Kundera, Jiří Kratochvil, Květa Legátová, Arnošt Lustig, Petr Mikeš, Oldřich Mikulášek, Ota Pavel, Martin Reiner, Přemysl Rut, Jaroslav Seifert, Josef Škvorecký, Miloslav Topinka, Jáchym Topol, Ludvík Vaculík, Michal Viewegh, Oldřich Wenzl, Richard Weiner, Ivan Wernisch, poezja spirytualna, surrealizm, underground);
- irlandzkiej (William Butler Yeats);
- japońskiej (Tanizaki Jun’ichiro);
- kubańskiej (Zoe Valdés);
- meksykańskiej (min. Sor Juana Inés de la Cruz, Gerardo Beltrán);
- niemieckiej (Rainer Maria Rilke);
- szwedzkiej (Sven Delblanc, Torgny Lindgren, Ingmar Bergman);
- słowackiej (dwudziestowieczna nowelistyka, Balla, Karol Chmel, Ivan Kolenič, Oleg Pastier, Pavol Rankov, Pavel Vilikovský);
- ukraińskiej (Iryna Żyłenko, Jurij Andruchowycz);
- włoskiej (A.M. Ripellino);
- rosyjskiej, jak również o piśmiennictwie i literaturoznawstwie rosyjskim (M. Agiejew, Michaił Bachtin, Wiktor Jerofiejew, Vladimir Nabokov, Wasilij Rozanow).

Był też autorem tekstów o filmie, teatrze i plastyce. Swoje wiersze, opowiadania, przekłady, eseje, recenzje i artykuły publikował między innymi w czasopismach: „Akant”, „Akcent”, „brulion”, „Czas Kultury”, „Dekada Literacka”, „Dialog”, „eleWator”, „Ex Libris”, „Fantastyka”, „Gazeta Wyborcza”, „Gościniec Sztuki”, „Graffiti”, „Krasnogruda”, „Kresy”, „Kwartalnik Artystyczny”, „Lettre Internationale po polsku”, „List Oceaniczny”, „Literatura na Świecie”, „Metafora”, „Migotania, przejaśnienia”, „Nowe Książki”, „Nowy Nurt”, „Nurt”, „Odra”, „Opcje”, „Pamiętnik Literacki”, „Poezja”, „Pogranicza”, „Polityka”, „Przegląd Artystyczno-Literacki”, „Przegląd Literacki”, „Puls”, „Res Publica”, „Studio”, „Studium”, „Śląsk”, „Świat Literacki”, „Tak i nie”, „Topos”, „Twórczość”, „Tygiel Kultury”, „Tygodnik Literacki”, „Tygodnik Powszechny”, „Tytuł”, „Verte”, „W drodze”, „Zeszyty Literackie”, jak również w periodykach amerykańskich, brytyjskich, kanadyjskich, czeskich (m.in. „Listy”, „Literární noviny”, „Moravské noviny”, „Neon”, „Protimluv”, „Scriptum”, „Světová literatura”) i słowackich („Fragment, „Mosty”).
Był polskim współpracownikiem amerykańskiego pisma poświęconego życiu i twórczości Ezry Pounda „Paideuma”, członkiem międzynarodowego kręgu redakcyjnego czeskiego pisma slawistycznego „Slavia”, jak również stałym współpracownikiem łódzkiego miesięcznika „Tygiel Kultury”. W okresie ich istnienia był członkiem rady redakcyjnej czeskiego czasopisma literackiego „Scriptum” i stałym współpracownikiem toruńskiego miesięcznika „Przegląd Artystyczno-Literacki”. Aktywnie współpracuje też z Polskim Radiem.
Jego wiersze publikowane były w tłumaczeniach na język angielski, białoruski, chiński, francuski, górnołużycki, hiszpański, japoński, litewski, niemiecki, rosyjski, serbski, słowacki, słoweński i ukraiński, opowiadania – w tłumaczeniu na angielski, czeski i słowacki.
Był też autorem haseł m.in. w:
- Leksykonie pisarzy świata XX wieku (Fundacja „Literatura Światowa”, Warszawa 1993, wydanie 2: 1997);
- w słowniku pt. Literatury zachodniosłowiańskie czasu przełomów 1890-1990, t. I: Literatura łużycka i słowacka (Śląsk, Katowice 1994) i t. II: Literatura czeska (Śląsk, Katowice 1999);
- Słowniku historycznym Europy Środkowo-Wschodniej, cz 1: Państwa Grupy Wyszehradzkiej (Stowarzyszenie Wschód-Zachód, Warszawa 2006).

## Dzieła

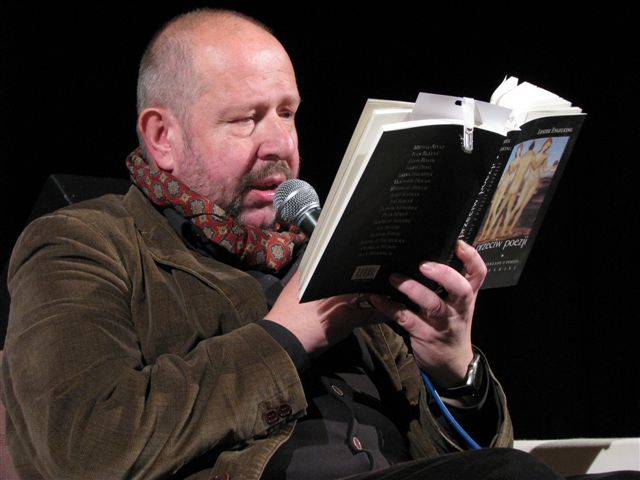
Podczas wieczoru autorskiego – Warszawa, 23 maja 2009

### Poezje i proza
- Autobus do hotelu Cytera (KKMP, Warszawa 1979)
- Haiku własne i cudze (Miniatura, Kraków 1991)
- Mistrzyni kaligrafii i inne wiersze (Miniatura, Kraków 1994) ISBN 83-7081-115-9.
- Dom piąty (Miniatura, Kraków 1997) ISBN 83-7081-377-1.
- I inne wiersze (Miniatura, Kraków 2000) ISBN 83-7081-395-X.
- Szczęście i inne prozy (Oficyna Wydawnicza Volumen, Warszawa 2007) ISBN 978-83-7233-116-8.
- Muzeum dzieciństwa (Wydawnictwo WBPiCAK, Poznań 2011) ISBN 978-83-62717-13-2.
- Komu kibicują umarli? (Wydawnictwo WBPiCAK, Poznań 2013) ISBN 978-83-62717-75-0.
- Suplement (Dom Literatury w Łodzi, Łódź 2016) ISBN 978-83-62733-48-4.

Wybory jego wierszy ukazały się w przekładzie na język ukraiński, czeski, słowacki i angielski:
- Your Train the Local (arkusz poetycki; tłum. Craig Czury; Reading, Pa 2001)
- Paulina’s House (arkusz poetycki; tłum. Craig Czury; Reading, Pa 2002)
- Wid cioho ne wmyrajut’... (wydanie dwujęzyczne, tłum. Wiktor Dmytuk, posłowie Andrij Otko; Kameniar, Lwów 1997) ISBN 966-7255-08-5.
- A jiné básně a jiné básně (tłum. Václav Burian, Iveta Mikešová, Petr Mikeš, Ivan Wernisch, posłowie Václav Burian; Votobia, Ołomuniec 1998) ISBN 80-7198-336-5.
- Zanechala si odtlačky prstov na mojej koži. Wybór i tłumaczenie Karol Chmel, F.R.&G., Bratysława 2005, ISBN 80-85508-62-1.
- Muzeum dětství a jiné básně (tłum. Václav Burian, Protimluv, Ostrawa 2016) ISBN 978-80-87485-31-6.

Zbiorek jego wierszy ogłoszono w przekładzie na hiszpański:
- Museo de la infancia (tłum. Gerardo Beltrán, Xavier Farré i Abel Murcia, entretrés, Saragossa 2010) ISBN 978-84-937657-4-3; depósito legal Z-42-2010

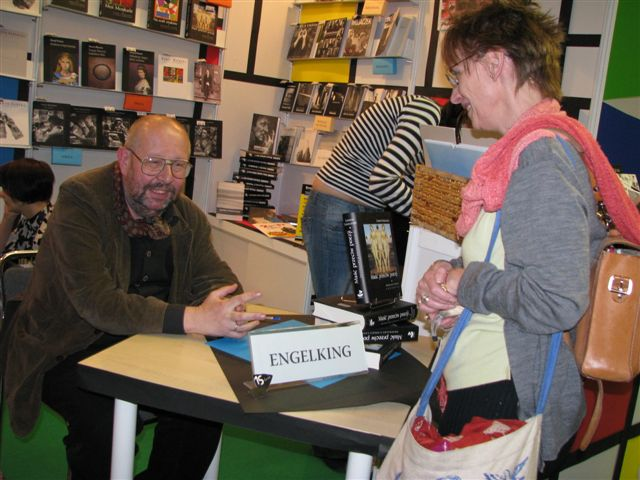
Podpisywanie książek na 54. Międzynarodowych Targach Książki – Warszawa, 22 maja 2009

### Monografie i szkice literackie
- Vladimir Nabokov (Czytelnik, Warszawa 1989) ISBN 83-07-01628-2.
- Dvěma slovy zachytit nezachytitelnost, [w:] Bolesław Leśmian, Druhá smrt (Votobia, Ołomuniec 1995, w języku czeskim). ISBN 80-7198-028-5.
- Vladimir Nabokov. Podivuhodný podvodník (Votobia, Ołomuniec 1997; w języku czeskim) ISBN 80-7198-258-X.
- Surrealizm, underground, postmodernizm. Szkice o literaturze czeskiej (Wydawnictwo Uniwersytetu Łódzkiego, Łódź 2001) ISBN 83-7171-458-0.
- Codzienność i mit. Poetyka, programy i historia Grupy 42 w kontekstach dwudziestowiecznej awangardy i postawangardy (Wydawnictwo Uniwersytetu Łódzkiego, Łódź 2005) ISBN 83-7171-826-8.
- Chwyt metafizyczny. Vladimir Nabokov – estetyka z sankcją wyższej rzeczywistości (Wydawnictwo Uniwersytetu Łódzkiego, Łódź 2011) ISBN 978-83-7525-624-6.
- Nowe mity. Twórczość Jáchyma Topola (Wydawnictwo Uniwersytetu Łódzkiego, Łódź 2016) ISBN 978-83-8088-038-2.
- Bytom w literaturze: dzieła, miejsce, zakorzenienie, tożsamość, mit (Muzeum Górnośląskie, Bytom 2018) ISBN 978-83-65786-17-3.
- Szwejkowie i Don Kichoci (Wydawnictwo Officyna, Łódź 2019) ISBN 978-83-62409-92-1.
- Komu múza přeje.Od Máchy k Topolovi. Vẏbor ze studii (Karolinum, Praha 2020) ISBN 978-80-246-4674-9.

### Antologie
- Wyspy na jeziorze (Miniatura 1988; antologia poezji brytyjskiej i amerykańskiej)
- Oleg Pastier, Karol Chmel, Ivan Kolenič, Oko za ząb. Trzej współcześni poeci słowaccy (także wybór i opracowanie), Pogranicze, Sejny 2006 (seria „Meridian”) ISBN 83-86872-83-7.
- Maść przeciw poezji. Przekłady z poezji czeskiej. (Wybór wierszy, przekład, opracowanie krytyczne, wstęp i posłowie L. Engelking, „Biuro Literackie”, Wrocław 2008) ISBN 978-83-60602-69-0.
- Obraz i wir. Antologia anglo-amerykańskiego imagizmu, współautor Andrzej Szuba (Instytut Badań Literackich PAN, Fundacja „Centrum międzynarodowych Badań Polonistycznych”, Warszawa 2016) ISBN 978-83-938702-2-6.
- Moje maski, moje twarze. Wybrane przekłady poetyckie (Wydawnictwo Officyna, Łódź 2021) ISBN 978-83-665114-8-4.

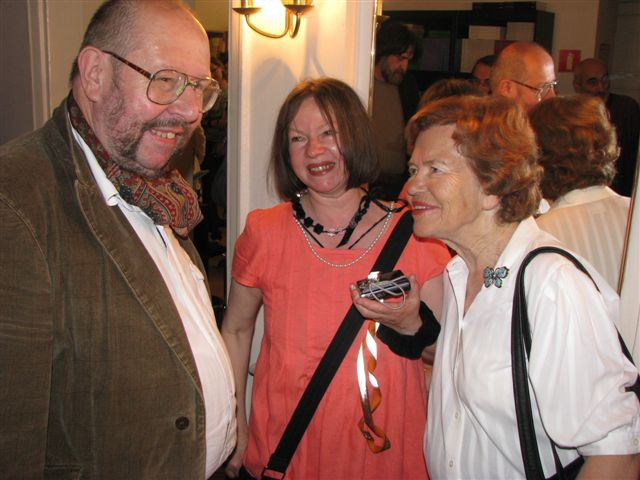
Leszek Engelking z żoną, Mają Chadryś-Engelking oraz tłumaczką Danutą Ćirlić-Straszyńską w redakcji „Literatury na Świecie” – Warszawa, 25 czerwca 2009

### Tłumaczenia
- Ezra Pound
  - Poezje wybrane (LSW, Warszawa 1989, z przedmową, ISBN 83-205-4279-0)
  - Duch romański (Czytelnik, Warszawa 1999, z posłowiem, ISBN 83-07-02714-4)
  - Wiersze, poematy i Pieśni (Biuro Literackie, Wrocław 2012, z komentarzem i posłowiem, ISBN 978-83-62006-79-3)
- Nikołaj Gumilow, Tramwaj zbłąkany i inne wiersze (Miniatura, Kraków 1990)
- Vladimir Nabokov
  - Zaproszenie na egzekucję (Czytelnik, Warszawa 1990, z posłowiem, ISBN 83-07-01844-7; II wyd. Muza SA, Warszawa 2003, z posłowiem, ISBN 83-7319-328-6; III wyd. Polityka Spółdzielnia Pracy, Warszawa 2010, „Współczesna Literatura Rosyjska”, ISBN 978-83-62148-44-8)
  - Rozpacz (Atext 1993, ISBN 83-85156-30-5; II wyd. Muza SA, Warszawa 2003, z posłowiem, ISBN 83-7319-372-3)
  - Król, dama, walet (Marabut 1994, ISBN 83-85893-07-5; II wyd. Muza SA, Warszawa 2003, ISBN 83-7200-856-6; III wyd. Muza SA, Warszawa 2013, z posłowiem, ISBN 978-83-7758-318-0)
  - Feralna trzynastka (Atext 1995, razem z Eugenią Siemaszkiewicz, ISBN 83-85156-48-8)
  - List, który nigdy nie dotarł do Rosji i inne opowiadania (Muza SA, Warszawa 2007, razem z Michałem Kłobukowskim, z posłowiem, ISBN 978-83-7495-312-2)
  - Kęs życia i inne opowiadania (Muza SA, Warszawa 2009, razem z Michałem Kłobukowskim, z posłowiem, ISBN 978-83-7495-684-0)
  - Ada albo Żar. Kronika rodzinna (Muza SA, Warszawa 2009, z posłowiem, ISBN 978-83-7495-542-3)
  - Oryginał Laury (Muza SA, Warszawa 2010, z posłowiem, ISBN 978-83-7495-818-9)
  - Nikołaj Gogol (Muza SA, Warszawa 2012, ISBN 978-83-7758-193-3)
- Petr Mikeš, Dom jest tam (Miniatura, Kraków 1991, z posłowiem)
- Ivan Wernisch
  - Cmentarz objazdowy (Miniatura, Kraków 1991, z posłowiem)
  - Pchli teatrzyk [t. I] (Fundacja ANIMA „Tygiel Kultury”, Biblioteka „Tygla Kultury”, Łódź 2003, ISBN 83-88552-18-X)
  - Pchli teatrzyk [t. II] (Fundacja ANIMA „Tygiel Kultury”. Biblioteka „Tygla Kultury”, Łódź 2007, z posłowiem, ISBN 978-83-88552-48-9)
  - Pernambuco (Biuro Literackie, 2021, z posłowiem)
- Ivan Blatny, Szkoła specjalna (Fundacja „brulionu”, Kraków-Warszawa 1993, z posłowiem)
- Agneta Pleijel, Anioły ze snu (Miniatura, Kraków 1995, ISBN 83-7081-119-1)
- Oldřich Wenzl, Słyszę kroki ementalera (Instytut Wydawniczy „Świadectwo”, Bydgoszcz 1996, z posłowiem, ISBN 83-85860-22-3)
- Miroslav Holub
  - Wiersze (Świat Literacki 1996; przekład wespół z Marianem Grześczakiem; z posłowiem, ISBN 83-86646-26-8)
  - Kłopoty na statku kosmicznym (Świat Literacki 1998; wespół z Hanną Postułą, ISBN 83-86646-63-2)
- Richard Caddel, Mały atlas klimatyczny duszy (Miniatura, Kraków 1996, z posłowiem, ISBN 83-7081-329-1)
- M. Agiejew, Romans z kokainą (Czytelnik, Warszawa 1997, z posłowiem, ISBN 83-07-02435-8; II wyd. Polityka Spółdzielnia Pracy, Warszawa 2011, „Współczesna Literatura Rosyjska”, ISBN 978-83-62148-52-3; III wyd. Wydawnictwo 44.pl. Kraków 2013, edycja dwujęzyczna, ISBN 978-83-63035-23-5)
- Václav Burian, Czas szuflad (Miniatura, Kraków 1997, 2005, seria „Biblioteka Poezji Czeskiej”, z posłowiem)
- Egon Bondy, Dzisiaj wypiłem dużo piw (Miniatura, Kraków 1997, seria „Biblioteka Poezji Czeskiej”, z posłowiem, ISBN 83-7081-823-2, błędnie nadany)
- Nickie Roberts, Dziwki w historii. Prostytucja w społeczeństwie zachodnim (Oficyna Wydawnicza Volumen, Alfa 1997, ISBN 83-86857-75-7)
- Christopher Reid, Katerina Brac (Miniatura, Kraków 2001, razem z Jerzym Jarniewiczem, ISBN 83-7081-512-X)
- Daniela Hodrová, Pod dwiema postaciami (Biblioteka „Tygla Kultury”, Łódź 2001, z posłowiem, ISBN 83-88552-08-2)
- Charles Bukowski, Miłość to piekielny pies (Noir sur Blanc 2003, z posłowiem, ISBN 83-7392-025-0); drugie wydanie: Noir sur Blanc 2017 (ISBN 978-83-65613-33-2)
- Milena Jesenská, Ponad nasze siły. Czesi, Żydzi i Niemcy. Wybór publicystyki z lat 1937–1939 (Czarne, Wołowiec 2003; wybór: Václav Burian i Leszek Engelking, z przedmową, ISBN 83-87391-72-7)
- Ladislav Klima, Jak będzie po śmierci i inne opowiadania (seria: „Małe pasaże”; słowo/obraz terytoria, Gdańsk 2004, ISBN 83-89405-23-7)
- Jáchym Topol
  - Siostra (W.A.B., Warszawa 2002, ISBN 83-88221-97-3)
  - Nocna praca (W.A.B., Warszawa 2004, ISBN 83-89291-86-X)
  - Supermarket bohaterów radzieckich (Czarne, Wołowiec 2005, ISBN 83-89755-32-7)
  - Droga do Bugulmy (Czarne, Wołowiec 2006, ISBN 83-89755-45-9; słuchowisko według tej sztuki zrealizował II program Polskiego Radia, premiera 2007)
  - Strefa cyrkowa (W.A.B., Warszawa 2008, ISBN 978-83-7414-467-4)
  - Warsztat Diabła (W.A.B., Warszawa 2013, ISBN 978-83-7747-851-6)
- Michal Ajvaz
  - Morderstwo w hotelu Intercontinental. Powrót starego warana. Inne miasto. (Pogranicze, Sejny 2005, seria „Meridian”, ISBN 83-86872-69-1)
  - Podróż na Południe (Książkowe Klimaty, Wrocław 2016, seria „Czeskie Klimaty”, ISBN 978-8-3648-8724-6)
- Jiří Staněk, Małe modlitwy (za Jiříego Ortena) (Stowarzyszenie Literackie im. K.K. Baczyńskiego, Łódź 2007, ISBN 978-83-85680-52-9)
- Jiří Kolář, Sposób użycia i inne wiersze (Oficyna Wydawnicza Atut, Wrocław 2010, seria „Literatura Czeska”, z posłowiem, ISBN 978-83-7432-606-3)
- Zdeněk Jirotka, Saturnin (Afera, Wrocław i Karolinum, Praha, z posłowiem, ISBN 978-83-65707-22-2)
- Hadžem Hajdarević, Selma (Oficyna wydawnicza Agawa, Warszawa 2012, tłumaczenie razem z Danutą Cirlić-Straszyńską, ISBN 978-83-85571-68-1)
- Gerardo Beltrán, Z prędkością światła/A la velocidad de la luz (Czuły Barbarzyńca, Warszawa 2013, edycja dwujęzyczna. tłumaczenie razem z Aliną Kuzborską, ISBN 978-83-62676-31-6)

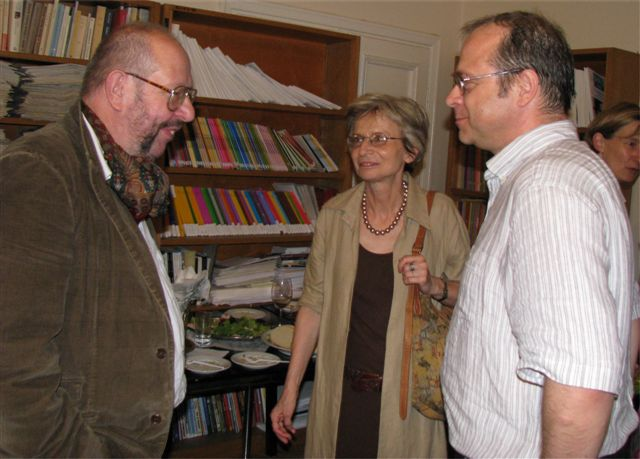
Z Małgorzatą Łukasiewicz i Jerzym Jarniewiczem w redakcji „Literatury na Świecie” – Warszawa, 25 czerwca 2009

- Federico García Lorca, Gips i jaśmin. Poezje wybrane (Officyna, Łódź 2017, ISBN 978-83-62409-62-4)
- William Butler Yeats, Eseje (Officyna, Łódź 2017, także wybór, ISBN 978-83-62409-74-7)
- Jaroslav Seifert, Księga pocałunków. Poezje wybrane (Officyna, Łódź 2019. także wybór i mała monografia poety jako posłowie, ISBN 978-83-62409-95-2)

Współtłumaczenia:
- Maksymilian Wołoszyn, Poezje (Państwowy Instytut Wydawniczy, Warszawa 1981, ISBN 83-06-00668-2)
- Jaroslav Seifert
  - Poezje wybrane (LSW, Warszawa 1986, ISBN 83-205-3892-0)
  - Odlewanie dzwonów (Wydawnictwo Literackie, Kraków 1990)
- William Butler Yeats
  - Poezje wybrane (Państwowy Instytut Wydawniczy, Warszawa 1987, ISBN 83-06-01575-4)
  - Dramaty (Świat Literacki, Warszawa 1994, ISBN 83-901331-4-8)
  - Wiersze wybrane (Ossolineum, Wrocław 1997, BN) (ISBN 83-04-04370-X)
- Paul Johnson, Historia chrześcijaństwa (Atext 1993)
- Oksfordzka ilustrowana encyklopedia sztuki (Wyd. Łódzkie, Łódź 1994, ISBN 83-218-1000-4)
- Gerardo Beltrán, Krótki pejzaż z cieniami (Wydawnictwo Małe, Warszawa 1996, ISBN 83-903609-2-6)
- David Carrión, Kłopoty urodzonego we wrześniu (Wydawnictwo Małe, Warszawa 1996, ISBN 83-903609-4-2)
- Ezra Pound
  - Pieśni (Państwowy Instytut Wydawniczy, Warszawa 1996)
  - Liryki najpiękniejsze (tłumaczenie wraz z Jerzym Niemojowskim; Algo, Toruń 2000)
- Pavol Országh Hviezdoslav, Dzieci Prometeusza (Towarzystwo Słowaków w Polsce, Kraków 1999, ISBN 83-87842-20-6)
- Hilda Doolittle, Wiersze, [w:] Julia Hartwig, Dzikie brzoskwinie (Sic!, Warszawa 2003, ISBN 83-88807-26-9)
- Václav Burian, Wiersze, [w:] Od słowa ke slovu (red. J. Nowak, M. Rapnicki, Racibórz 2003)
- Natalia Astafiewa (Astafjewa), Sześć hokku, [w:] Natalia Astafjewa, Władimir Britaniszski, Dwugłas – Dwugłos. Wiersze (Wydanie dwujęzyczne; Progress-Plejada, Moskwa 2005)
- Andrej Chadanowicz, Święta Nowego Rocku (wraz z K. Bortnowską, J. Maksymiukiem, A. Pomorskim i B. Zadurą; Kolegium Europy Wschodniej, Wrocław 2006, ISBN 83-89185-09-1)
- Vratislav Effenberger, Polowanie na czarnego rekina (ATUT, Wrocław 2006, ISBN 978-83-7432-196-9)
- Václav Havel, Zmieniać świat. Eseje polityczne (wraz z Piotrem Godlewskim, Tomaszem Grabińskim, Joanną Goszczyńską, Jackiem Illgiem, Andrzejem S. Jagodzińskim, Aleksandrem Kaczorowskim i Janem Stachowskim; Agora S.A., Warszawa 2012, ISBN 978-83-268-1223-1)
- Abel Murcia, Desguace personal/Osobista rozbiórka (Czuły Barbarzyńca, Warszawa 2012, edycja dwujęzyczna, tłumaczenie razem z Wojciechem Charchalisem, Martą Eloy Cichocką, Carlosem Marrodanem-Casasem, Krystyną Rodowską i Martą Szafrańska-Brandt, ISBN 978-836267-622-4)
- Charles Bukowski, Noce waniliowych myszy. Wybór wierszy, 2014, ISBN 978-83-7392-499-4; wstęp i opracowanie Tadeusz Nyczek, inni tłumacze Marcin Baran, Michał Kłobukowski, Piotr Madej, Dobrosław Rodziewicz (Noir sur Blanc)
- Karel Čapek – Rozmowy z Tomášem Garriguem Masarykiem, przekład razem z Andrzejem Czcibor-Piotrowskim (ISBN 978-83-64887-10-9, Wydawnictwo Książkowe Klimaty)